# Giuseppe Bovini
Giuseppe Bovini (Montalcino, 8 dicembre 1915 – Montalcino, 1º gennaio 1975) è stato un archeologo italiano.

## Biografia
Si laurea nel 1938 in Lettere all'Università degli studi di Roma con una dissertazione in etruscologia cui segue, nella medesima università, nell'anno 1941, il diploma di perfezionamento in Archeologia e Storia dell'arte classica e la Licenza in Archeologia Cristiana presso il Pontificio Istituto di Archeologia di Roma. In quegli anni presta il suo contributo presso la Mostra Augustea della Romanità in qualità di collaboratore scientifico nella raccolta e classificazione di monumenti della gliptica romana.
Sempre nello stesso periodo viene nominato assistente volontario presso la Cattedra di Archeologia e Storia dell'Arte antica presso l'Università degli studi di Roma collaborando attivamente con la Rivista Ephemerides Liturgicae con recensioni di opere scientifiche e con la preparazione dei notiziari del Bollettino della Commissione Archeologia del Governatorato. 
La partecipazione alle operazioni di guerra interrompe l'esercizio dell'attività didattica e scientifica che continua dal Novembre 1944 con l'incarico di assistente volontario presso la Cattedra di Etruscologia e di Archeologia italica diretta dal Professor Massimo Pallottino. 
Nel 1945 si laurea in Giurisprudenza presso l'Università degli studi di Roma e nel 1948 consegue la laurea in Archeologia Cristiana presso il Pontificio Istituto di Roma.
La sua prima opera scientifica di rilievo trova la luce nel 1949 con la pubblicazione da parte dell'Università degli Studi di Roma della monografica "La proprietà ecclesiastica e la condizione giuridica della Chiesa in età Costantiniana".
Nel 1950 si trasferisce a Ravenna avendo accettato l'incarico di Ispettore presso la Sovrintendenza ai monumenti della Romagna e di Direttore del Museo Nazionale di Ravenna. Nel corso dell'incarico,  la sua attività scientifica rimane costante e si concretizza con la pubblicazione della Guida al Museo Nazionale di Ravenna cui segue poco dopo la monografica sul Mausoleo di Galla Placidia.
La sua permanenza a Ravenna, pur avendo nel frattempo assunto l'incarico dell'insegnamento di Archeologia Cristiana presso l'Università Cattolica del Sacro Cuore di Milano sino al 1960, offre l'opportunità di uno studio approfondito di monumenti ravennati.
La nuova apertura della "Settimana Bizantina" ripresa nel 1950 dopo la guerra, consente di farsi promotore dell'iniziativa di conferire nuove basi all'evento che, sotto la sua guida, assume il nome di "Corsi ravennati e bizantini" con nuovi contenuti che proiettano la città di Ravenna in una dimensione culturale internazionale.
La complementarità degli studi e la sua complessa personalità scientifica trovano sbocco in una vasta serie di iniziative:
- nel 1951 organizza a Parigi, nel Palazzo Chaillot, la "Mostra della riproduzione dei mosaici ravennati".
- nel 1955 organizza a Ravenna la "Mostra di 152 avori tardo-antichi, paleocristiani e alto-medievali".
- nel 1957 , osservando la rimozione, per il restauro, dei riquadri mosaicali nella Chiesa di S. Apollinare Nuovo, realizza la "Mostra dei Mosaici con scene cristologiche"

La poliedricità e profondità dei suoi interessi danno vita all'organizzazione di mostre e all'ideazione di vari congressi e convegni itineranti nei quali vengono studiati nuovi problemi ed indirizzi di ricerca.
L'idea che la tecnica musiva dei mosaici possa essere messa al servizio dell'Arte contemporanea fa nascere l'intuizione della possibile realizzazione di una collezione di mosaici moderni che approda, nel 1960, nella "Mostra dei mosaici moderni" per la cui realizzazione coinvolge pittori di fama internazionale tra i quali, per citarne alcuni, Georges Mathieu, Marc Chagall, Massimo Campigli, Renato Guttuso etc. che forniscono i cartoni preparatori trasposti poi sotto forma di mosaici: il successo di pubblico e di stampa è testimoniato dalla riproposizione dell'Esposizione in oltre quindici città del mondo, da Helsinki a San Francisco.
Nello stesso anno rinuncia alla direzione della Biblioteca Classense essendo chiamato a ricoprire la Cattedra di Archeologia Cristiana presso l'Ateneo Bolognese.
Nell'ambito della Facoltà di Lettere e Filosofia dell'Università di Bologna fonda a Ravenna nell'anno 1960 l'Istituto di Antichità Ravennati e Bizantine decontestualizzando la cultura ravennate, confinata in una dimensione locale, per proiettarla in un orizzonte senza confini tra Stati e civiltà.
Nel 1964, in veste di Commissario per l'Italia nel Consiglio d'Europa, assume l'incarico della scelta e della partecipazione delle opere d'arte italiane all'imponente Mostra di Atene "Arte bizantina - Arte Europea".
Nel 1965 è promotore della Mostra fotografica della Monetazione ravennate fino alla conquista bizantina.
Le sue iniziative proseguono incessanti con l'organizzazione, nel 1969, in Puglia del "Congresso internazionale di archeologia cristiana" cui seguirono nello stesso anno: il "Convegno internazionale degli studi sui problemi della ceramica romana di Ravenna, della Valle Padana e dell'Alto Adriatico"; nel 1970 il "Convegno internazionale di studi sulle antichità cristiane della Campania"; nel 1972 il "Congresso di Archeologia Cristiana" che si svolse nelle Venezie.
La sua vasta formazione archeologica, unita al costante impegno di rigore scientifico, gli consente inoltre di essere promotore di missioni di scavo in Libia, Siria ed Algeria che segue personalmente in collaborazione con la Facoltà di Architettura dell'Università di Roma.
Riconosciuto dal mondo accademico e dagli studiosi della materia come uno dei maestri più autorevoli, ha rappresentato una figura di primo piano nel campo dell'archeologia paleocristiana e bizantina.
È stato socio corrispondente e membro della Pontificia Accademia Romana di Archeologia, dell'Istituto Studi Romani, del Deutsches Archaeologisches Institut, dell'Accademia delle Scienze dell'Istituto di Bologna, della Deputazione di Storia Patria, socio della Rubiconia Accademia dei Filopatridi, Accademico effettivo dell'Accademia delle Scienze dell'istituto di Bologna, Accademico d'onore dell'Accademia Clementina di Bologna, membro del Consiglio direttivo dell'Associazione Nazionale di studi bizantini e neoellenici, direttore della Rivista Felix Ravenna.
È autore di oltre trecento pubblicazioni e la città di Ravenna, per i suoi alti meriti di divulgazione nel mondo dei tesori della città, gli ha dedicato la via Giuseppe Bovini.

## Onorificenze
- Croce di Cavaliere dell'ordine della Corona d'Italia nel 1946.
- Membro d'onore della Società Archeologica Jugoslava nel 1966.
- Croce dell'Ordine della Bandiera Jugoslava con serto d'oro per gli alti meriti nello sviluppo delle relazioni italo-jugoslave nel 1968.
- Medaglia d'oro ai benemeriti della scuola della cultura e dell'arte nel 1969.
- Lions d'oro conferito a Ravenna nel 1970.

## Opere (selezione)
- La proprietà ecclesiastica e la condizione giuridica della Chiesa in età precostantiniana, Milano 1949.
- I sarcofagi paleocristiani :determinazione della loro cronologia mediante l'analisi dei ritratti, Città del Vaticano 1949
- Sant'Ippolito dottore e martire del III Secolo, Città del Vaticano 1943.
- Musei capitolini: i monumenti cristiani (Catalogo dei Musei Comunali); Roma 1952.
- I sarcofagi paleocristiani della Spagna, Città del Vaticano 1954.
- Ravenna: i suoi mosaici e i suoi monumenti, Firenze 1956.
- Storia e architettura degli edifici paleocristiani di culto di Ravenna, Bologna 1964.
- Edifici cristiani di culto d'età costantiniana a Roma, Bologna 1968.
- Antichità cristiane di Milano, Bologna 1970.
- Mosaici paleocristiani di Roma, (secc. III-IV), Bologna 1971.
- Le antichità cristiane di Aquileia, Bologna 1972.
- Grado paleocristiana, Bologna 1973.
- Osservazioni sulla ritrattistica romana da Treboniano Gallo a Probo, in Monumenti antichi della R. Accademia d'Italia, Roma 1973.